# Cadarache

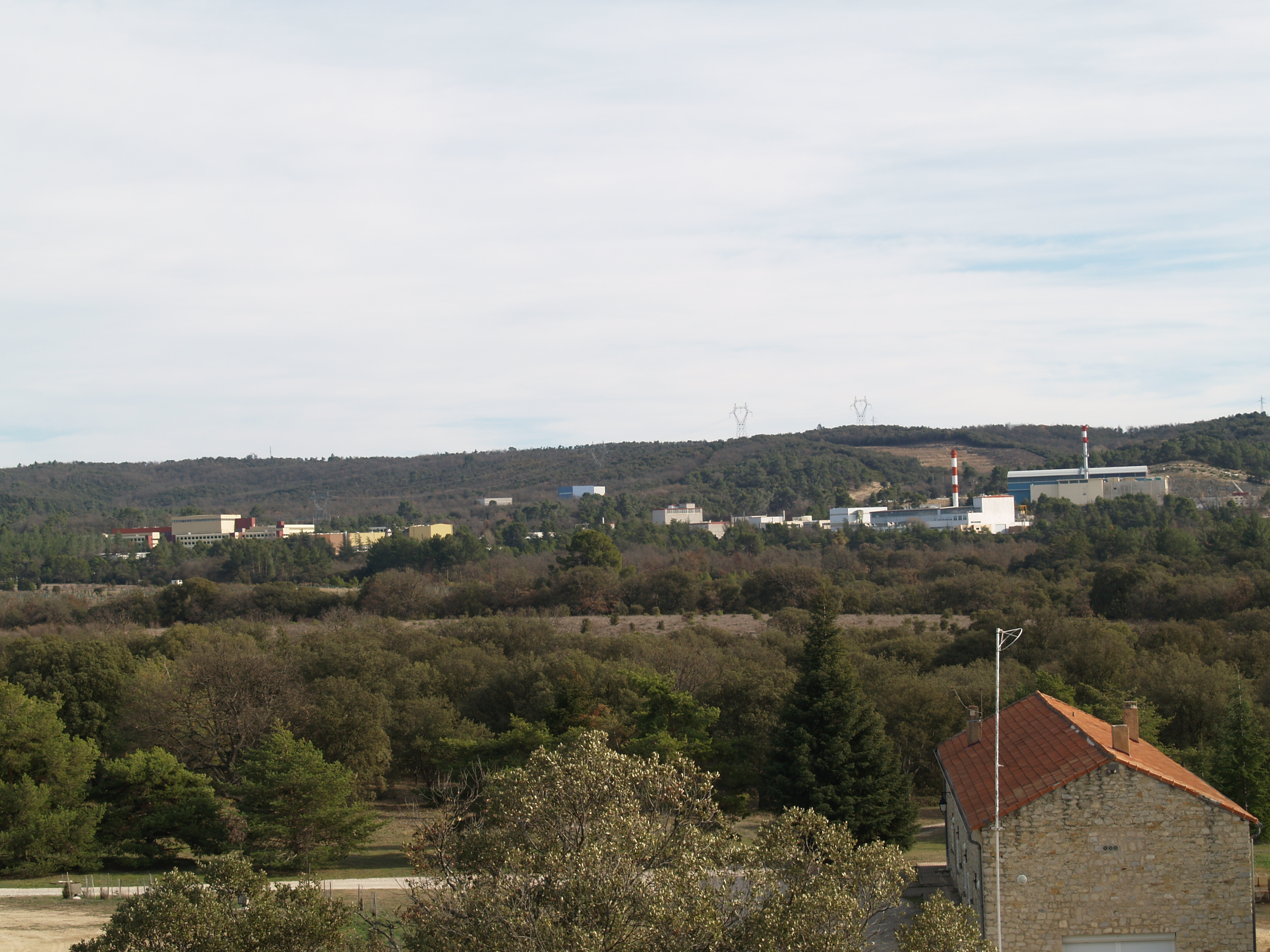
Cadarache

Cadarache is een groot onderzoekscentrum voor atoomenergie in de gemeente Saint-Paul-lès-Durance in Zuid-Frankrijk. Cadarache biedt ruimte aan het Frans atoomcommissariaat CEA (Commissariat à l'Énergie Atomique). Deze voerde oorspronkelijk vooral op het gebied van (militair) kernsplijting onderzoek uit. Het is echter ook de bouwplaats van de experimentele kernfusiereactor ITER.